# Meisje met strohoed
Meisje met strohoed is een schilderij van Judith Leyster uit circa 1630-1640. Het is niet gesigneerd, maar wordt unaniem aan haar toegeschreven.

## Beschrijving
De stijl en techniek van dit schilderij zijn duidelijk beïnvloed door Frans Hals, die veel portretjes van kinderen heeft geschilderd, maar op haar gedrag valt ogenschijnlijk minder aan te merken dan op dat van Hals' kwajongens. Qua karakter staat ze dichter bij het meisje dat aan een bloem ruikt, een schilderij uit een reeks van de vijf zintuigen van Leysters echtgenoot Jan Miense Molenaer.
Het is niet helemaal duidelijk waarom het meisje een strohoed draagt. Er is een verband gelegd met pastorale voorstellingen van herders en herderinnen, zoals bijvoorbeeld Salomon de Bray schilderde, maar het meisje draagt alledaagse kleding – alleen de strohoed is in dit geval een exotisch element. Jan Miense Molenaer schilderde vaak gewone kinderen met buitenissige hoofddeksels, die zich als volwassenen gedragen (of misdragen). De hoofddeksels zijn in die gevallen een signaal aan de kijker dat de kinderen een rol spelen en het gedrag van de volwassenen op de hak nemen. Hoewel Meisje met strohoed geen satirisch schilderij is, lijkt het erop dat Judith Leyster hier ook een meisje heeft uitgebeeld dat verkleed is. Ze speelt de rol van mijmerend herderinnetje, maar verder is ze gewoon zichzelf: een spontaan Hollands meisje. Het schilderij, dat de indruk wekt van een vluchtige momentopname, bevindt zich daarmee op de grens van portret en genrestuk.

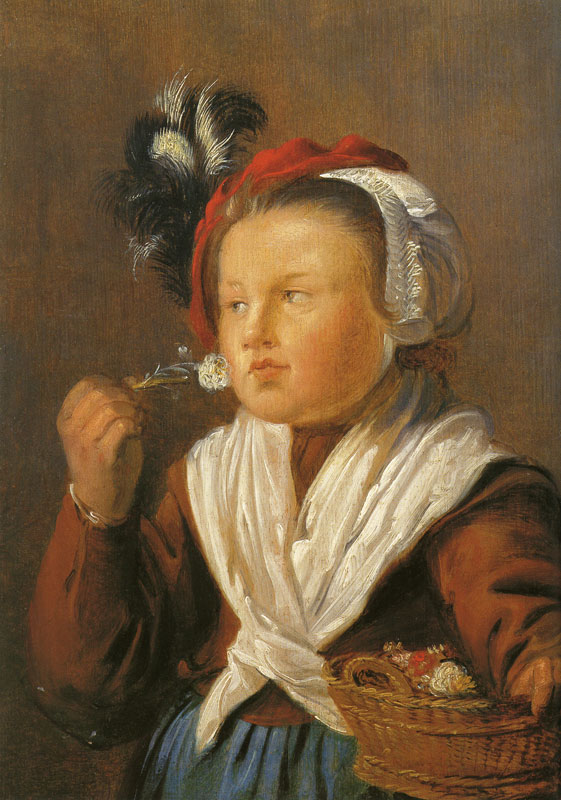
Jan Miense Molenaer, De reuk, olieverf op paneel, 31 × 21,5 cm, privéverzameling
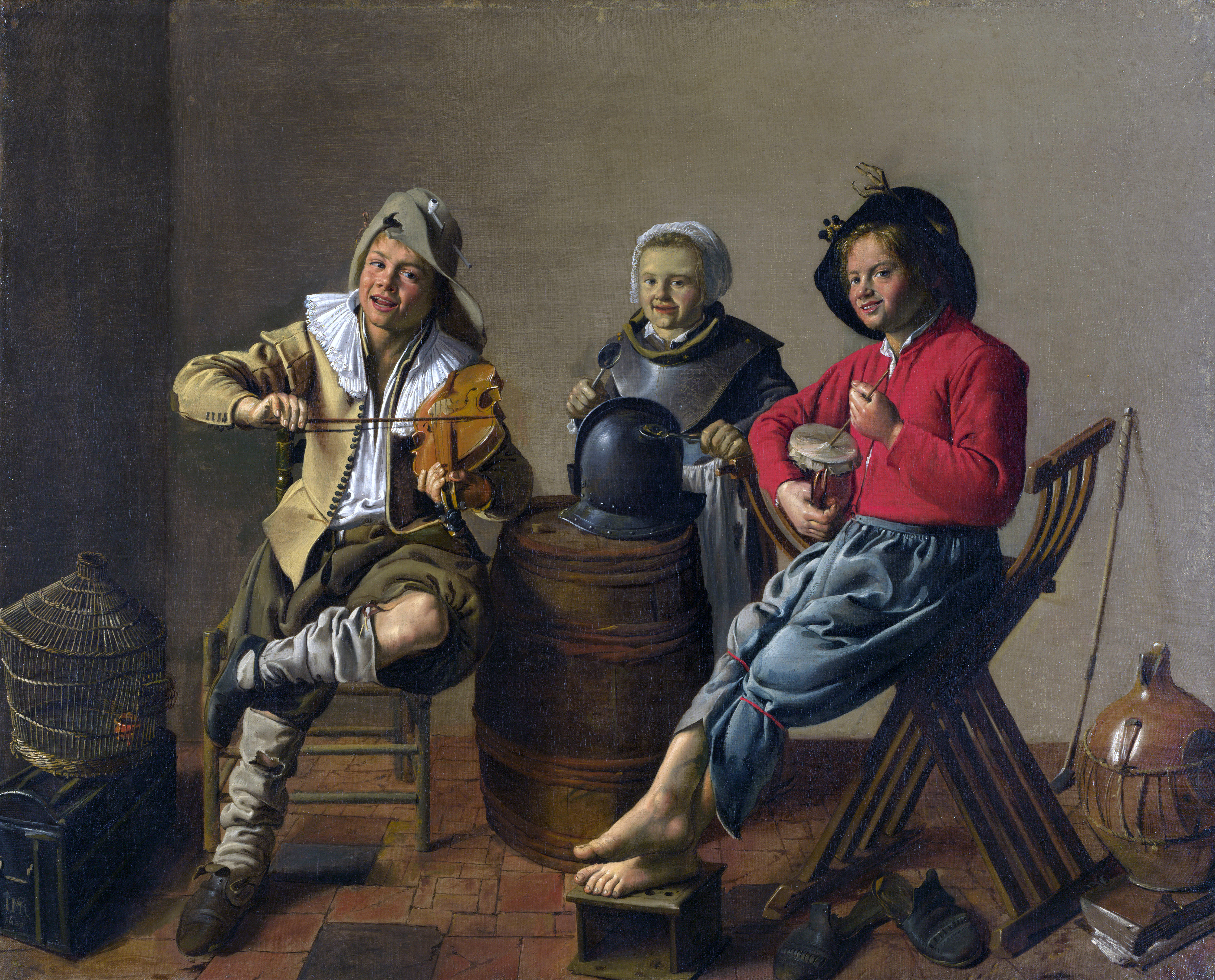
Jan Miense Molenaer, Twee jongens en een meisje die muziek maken, 1629, olieverf op doek, 68,3 × 84,5 cm, National Gallery, Londen, inv. nr. NG5416

## Herkomst
In de 20e eeuw bevond het schilderij zich in diverse privécollecties. Op 5 december 1969 werd het geveild bij Christie's in Londen en aangekocht door kunsthandel Meissner in Zürich die het in 1973 verkocht dr. Rau in Zürich.